# Tetragonia
Tetragonia là chi thực vật có hoa trong họ Aizoaceae.

## Hình ảnh

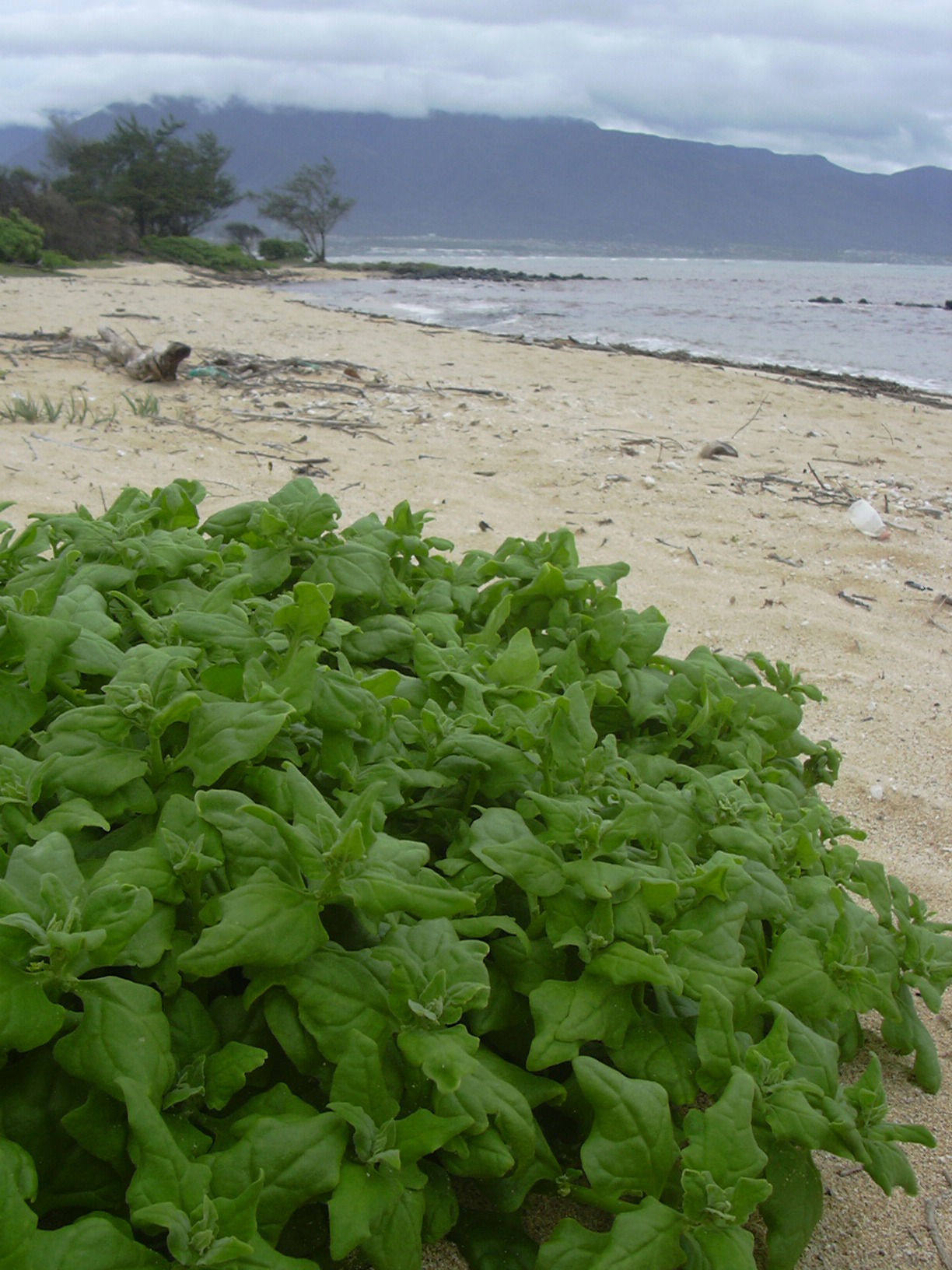
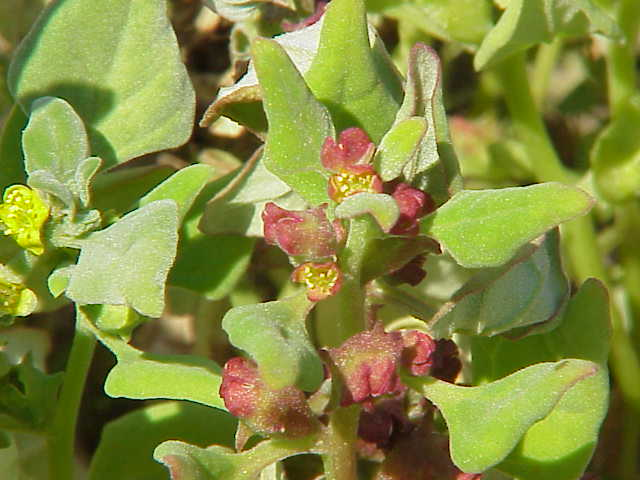